# Calendari egipci
Segons algunes evidències històriques, el calendari egipci fou el primer calendari solar.
Inicialment, l'any egipci es basava en el cicle lunar i els cicles d'inundacions del Nil. Alguns antics astrònoms egipcis van descobrir que el calendari lunar era poc pràctic per a comptar els períodes llargs de temps en comparació amb un comptatge basat en el moviment del Sol. A més, el Nil era qui governava les estacions, i les fases de la lluna no servien per determinar-les.
El calendari egipci es basa en el caldeu, i en els seus càlculs astronòmics. Foren els egipcis els primers a dividir l'any en 365 dies, ara fa uns 6.000 anys. L'any constava de 12 mesos de 30 dies cadascun, i els 5 dies restants sense agrupar s'anomenaven complementaris o epagòmens, i eren considerats els dies de naixement d'Osiris, Horus, Set, Isis i Neftis.
Els mesos s'anomenaven: 
1. Tot (≈setembre)
2. Faofi (≈octubre)
3. Àtir (≈novembre)
4. Queac (≈desembre)
5. Tibi (≈gener)
6. Mequir (≈febrer)
7. Fàmenot (≈març)
8. Farmuti (≈abril)
9. Pacó (≈maig)
10. Paini (≈juny)
11. Èpifi (≈juliol)
12. Mèsori (≈agost)

Existien 3 estacions, governades pel Nil: akhet (inundacions), peret (plantació) i xemu (collita), de 4 mesos cadascuna. Tot i que inicialment les setmanes duraven 10 dies, també és egípcia la divisió de la setmana en 7 dies, ja que cada hora del dia estava consagrada a un dels set planetes coneguts, i el dia rebia el nom de la primera hora. Els dies eren dividits en 2 períodes de 12 hores, i començaven a mitjanit.
Els egipcis examinaven el cel esperant la vital inundació del Nil, que es produïa cap al 19 de juliol, quan Sírius, l'estel més brillant del firmament, ascendia a la matinada amb el mateix sentit que el Sol. Amb aquest esdeveniment s'iniciava l'any nou. Així, doncs, el calendari egipci, no és només solar, sinó que es regeix per l'any sideri.
Teó d'Alexandria es va basar en una matinada helíaca de Sírius que succeí l'any 139 dC (del calendari julià) i en el fet que succeïa cada 1.460 anys, per a calcular l'inici del calendari egipci l'any 4241 aC (algunes posteriors correccions de temps, conclouen que fou el 4236 aC).

## La reforma de Canop
Els astrònoms egipcis sabien que l'any durava 365 dies, però desconeixien que durava unes hores addicionals que no completaven un dia. En no ser comptades aquestes hores, s'acumularen, i el calendari civil egipci es desplaçà molts dies cap enrere respecte al calendari astronòmic. A aquest desplaçament, se l'anomena desfasament de temps. Una conseqüència d'aquest desfasament fou que les festes d'una estació se celebraren en una altra de diferent, per exemple, les de plantació celebrades a la collita. Una altra conseqüència va ser que, la celebració de l'alba helíaca de Sírius (celebració de l'any nou) succeïa un dia diferent del fet real.
L'any 238 aC es van reunir a Canop, dins del temple dels déus Evèrgetes, els caps dels sacerdots i savis, anomenats hierogrammateus (lletrats sagrats) i més caps religiosos de l'antic Egipte per a reformar el calendari.
L'objectiu de la reforma era trobar la manera en què la data d'any nou, coincidís amb el dia de l'alba helíaca de Sírius. D'acord amb les investigacions, es va concloure que un any durava 365 dies i 6 hores addicionals. La solució a aquest desfasament fou simple: cada quatre anys, es comptava un dia addicional després dels epagòmens, i aquest quart any, tenia 366 dies. El dia addicional fou consagrat als Evèrgetes.
Així i tot, les gelosies entre els sacerdots de diferents regions van fer fracassar la reforma.